# Município de White Oak (condado de Haywood, Carolina do Norte)
Localização da Carolina do Norte nos E.U.A.
O município de White Oak (em inglês: White Oak Township) é um localização localizado no  condado de Haywood no estado estadounidense da Carolina do Norte. No ano 2010 tinha uma população de 401 habitantes.

## Geografia
O município de White Oak encontra-se localizado nas coordenadas 35° 39′ 39,36″ N, 83° 01′ 12,51″ O.